# エスタディオ・バチリェール・フリオ・エルナンデス・モリーナ
エスタディオ・バチリェール・フリオ・エルナンデス・モリーナ（Estadio Bachiller Julio Hernández Molina）は、ベネズエラのポルトゥゲサ州アラウレにあるスタジアム。1967年に開場した。主に野球に使用されており、リーガ・ベネソラーナ・デ・ベイスボル・プロフェシオナルのパストーラ・デ・ロス・リャノスが本拠地にしている。11,000人収容。